# 雁栖河
40°20′13″N 116°40′21″E / 40.3368907°N 116.6725529°E
雁栖河是北京市怀柔区的一条河流，为怀河的支流。位於懷柔鎮王化村南。
上游分东西两支。东支长33.4公里，為幹流，发源于八道河乡。西支长11公里，為長園河，源于莲花池村。两支在石梯子汇合后流经柏崖厂，于北台上水库注入懷河。全长42.1公里，流域面积412平方公里。在神堂峪流經長城口。